# 三重県道201号宇治山田港伊勢市停車場線
三重県道201号宇治山田港伊勢市停車場線（みえけんどう201ごう うじやまだこういせしていしゃじょうせん）は、三重県伊勢市を通る一般県道である。通称は八間道路（はちけんどうろ）。

## 概要
伊勢市一色町から伊勢市本町に至る。
伊勢市街地と国道23号を結ぶ主要な路線である。
国道23号交点から吹上踏切までは、ほぼ一直線になっている。
吹上踏切の北から三重交通バス「船江新道（ふなえしんどう）」停留所付近までの区間を通称「八間道路」と呼ぶ。

### 路線データ
- 起点：伊勢市一色町（字北之郷1834番12地先[1]：宇治山田港、三重県道576号宇治山田港線起点）
- 終点：伊勢市本町（187番地先[1]：伊勢市駅西交差点、三重県道37号鳥羽松阪線交点）
- 総延長：4.905 km[2]

## 歴史

### 市道「山田駅船江線」の建設
- 大正末期、東洋紡績山田工場（1922年（大正11年）7月操業開始）の立地に伴い、山田駅（現・伊勢市駅）との間を結ぶ道路の整備が必要とされた[3]。山田駅から宇治山田市吹上町の善光寺（現住所：伊勢市吹上一丁目）の東を通り、宇治山田市船江町字新道（現・伊勢市船江三丁目）に至る道路（延長955間、約1.7 km）が建設され、市道山田駅船江線と称した。
- 1923年（大正12年）3月に着工し、善光寺の東から船江町字新道まで（延長820余間、約1.5 km）については1924年（大正13年）3月に完成、残りの山田駅から善光寺の東までについては1926年（大正15年）3月に完成した[4]。
- 善光寺の東から船江町字新道までの道幅については8間（約15 m）であったとの記録が残っている[5]。

### 県道認定後
- 1959年（昭和34年）
  - 1月25日 - 県道宇治山田港山田停車場線（県道番号201）が路線認定される[6]。
  - 5月8日 - 同年3月31日付けで道路の区域を伊勢市神社港から同市本町までに決定する[7]。
  - 5月19日 - 道路の供用を開始する[8]。
- 1974年（昭和49年）4月16日 - 一色大橋の完成に伴い、道路の区域に一色大橋が追加[9]、同年4月1日付けで橋の供用が開始される[10]。
- 1990年（平成2年）8月31日 - 県道宇治山田港伊勢市停車場線に改称する[11]。

## 路線状況

### 別名
- 八間道路（伊勢市）

### 道路施設

#### 橋梁
- 一色大橋（三重県道576号宇治山田港線・勢田川、伊勢市）

かつて「一色の渡し場」があったところに架かっている橋で、伊勢市一色町と同市神社港（かみやしろこう）を結んでいる。室町時代末期から1974年（昭和49年）に一色大橋が完成するまで渡船が運行され、最後の12年間は県道船として運行された。
- 桧尻橋（桧尻川、伊勢市）

### 交通量
| 地点             | 平日12時間        | 平日24時間        |
| 地点             | 2005年度⇒2010年度 | 2005年度⇒2010年度 |
| ---------------- | ----------------- | ----------------- |
| 伊勢市船江二丁目 | 10,143台⇒14,221台 | 13,287台⇒18,914台 |

## 地理

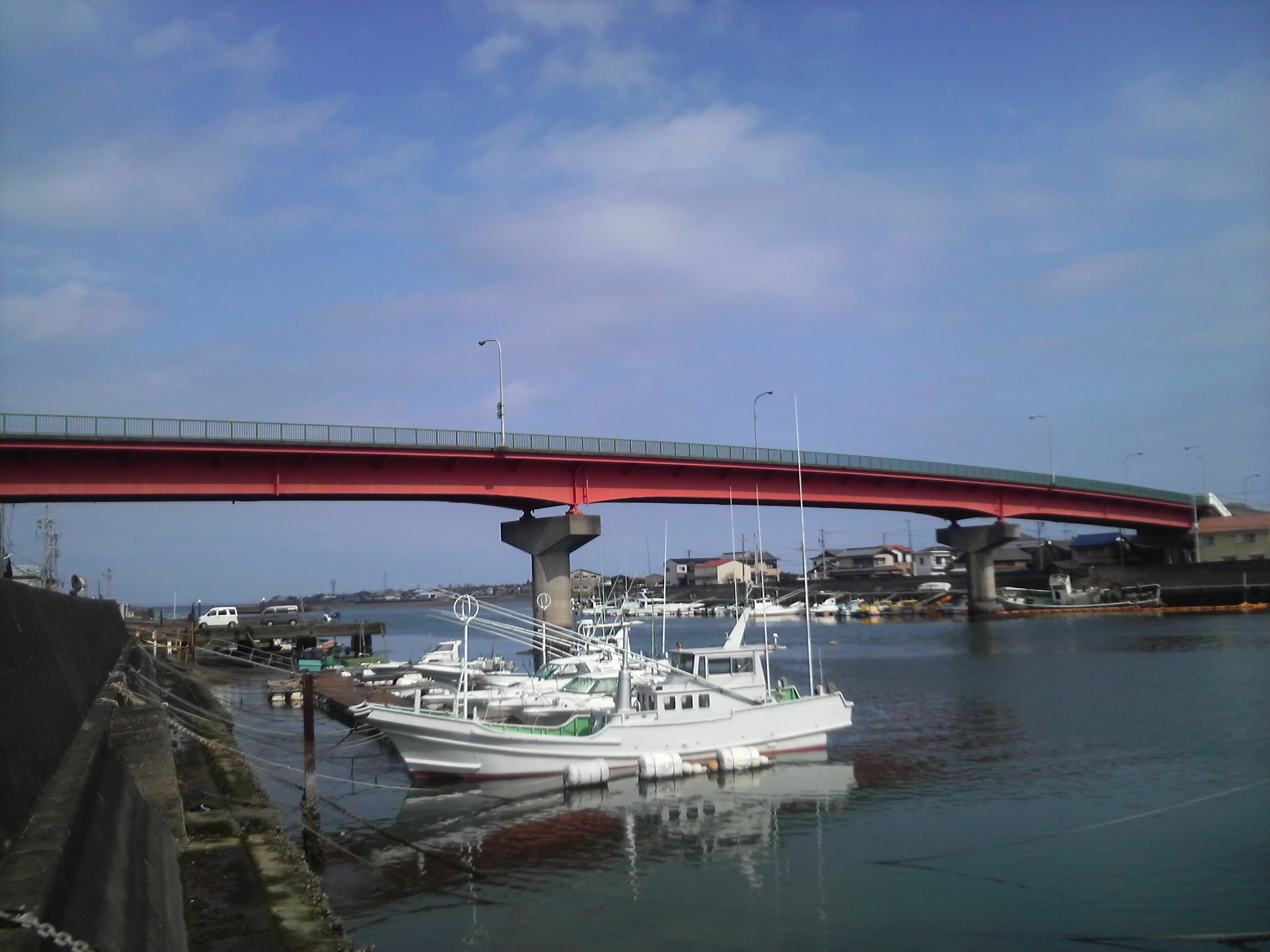
一色大橋（神社港付近、上流側より見る）

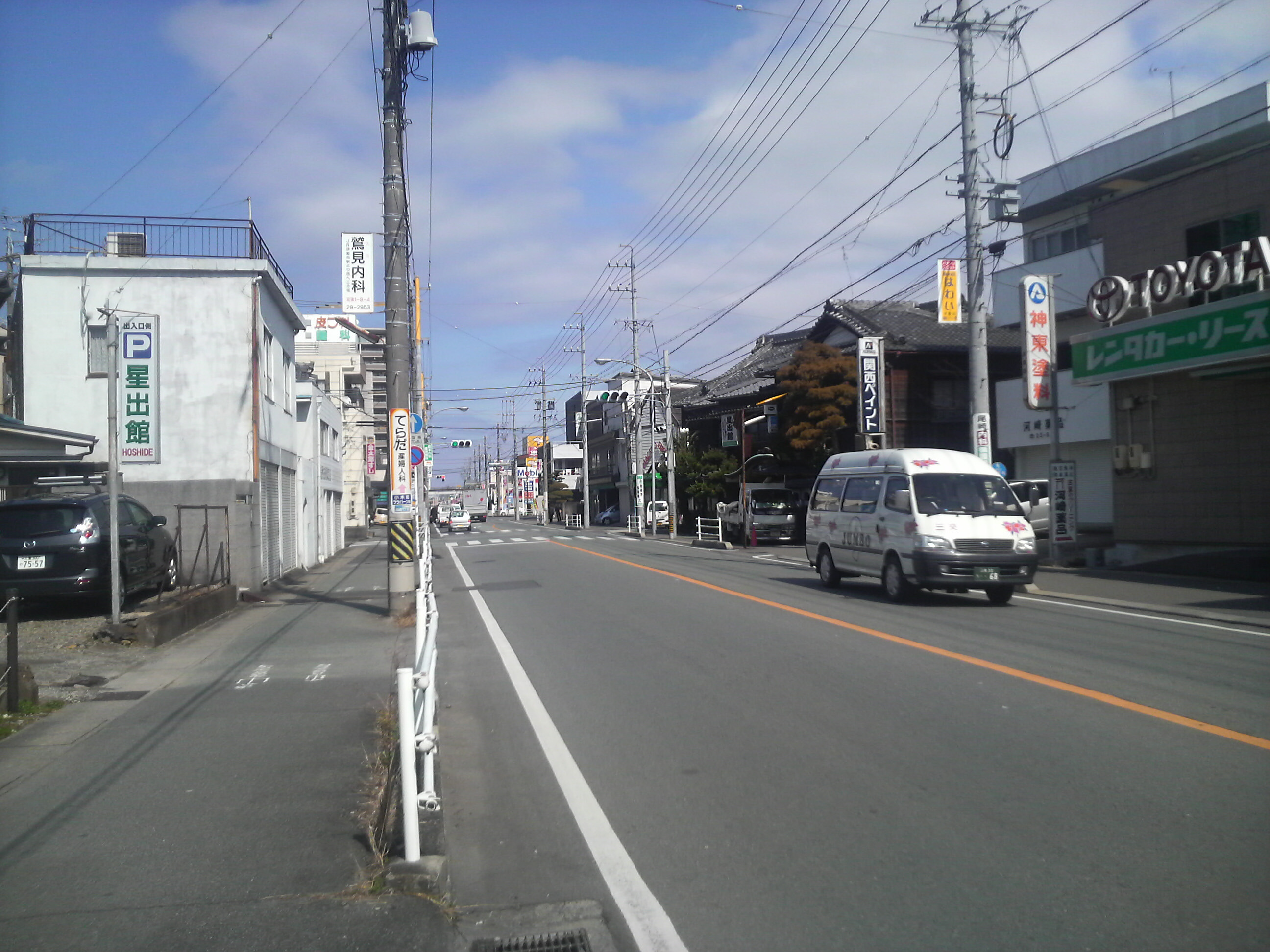
八間道路（河崎町付近、終点側より見る）

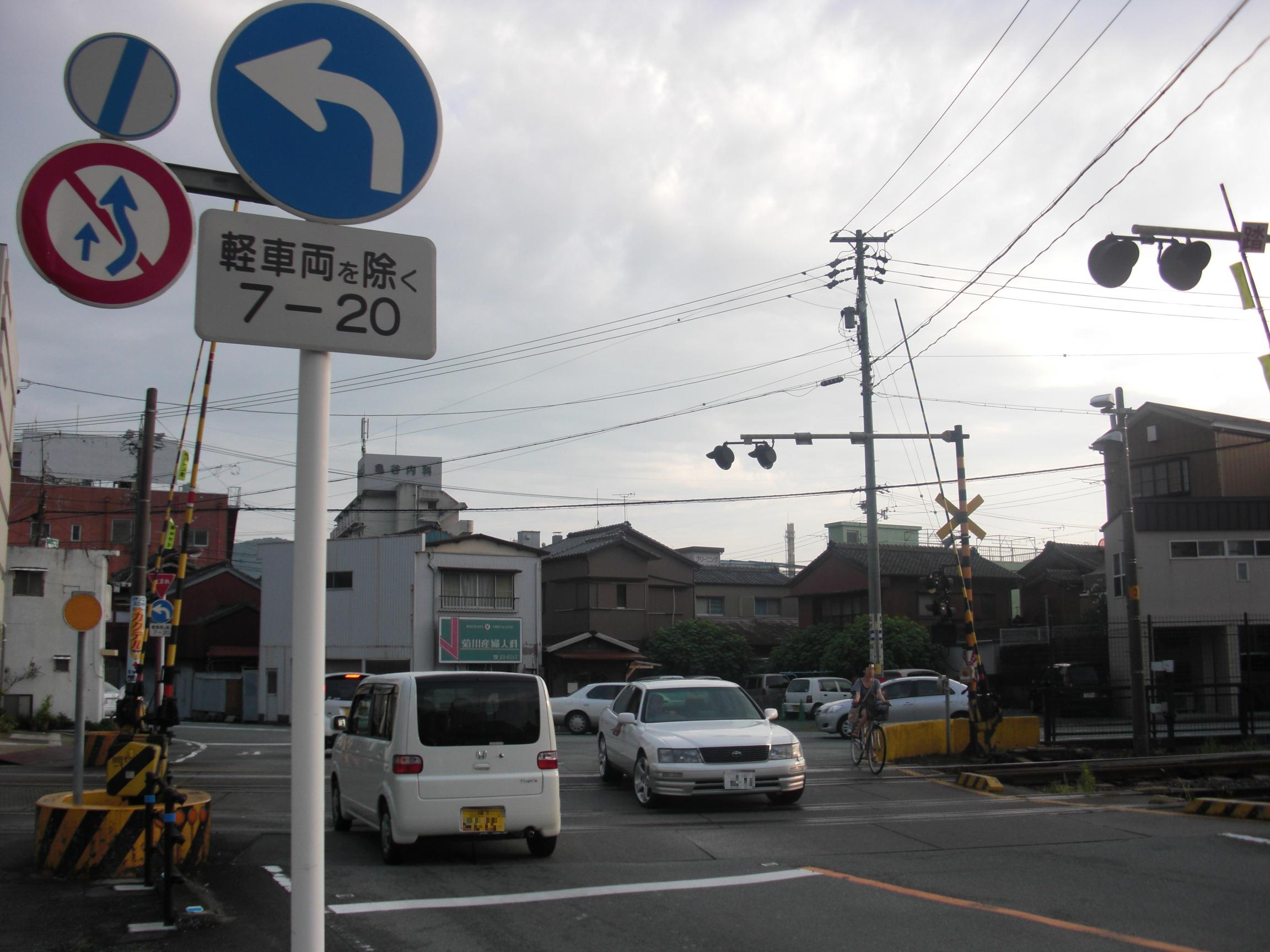
吹上踏切（北から交差点を望む）
この交差点を左折すれば近鉄鳥羽線・近鉄山田線 宇治山田駅方面へ、右折すればJR東海参宮線・近鉄山田線 伊勢市駅方面へ向かう。県道201号は右折方面に続く。

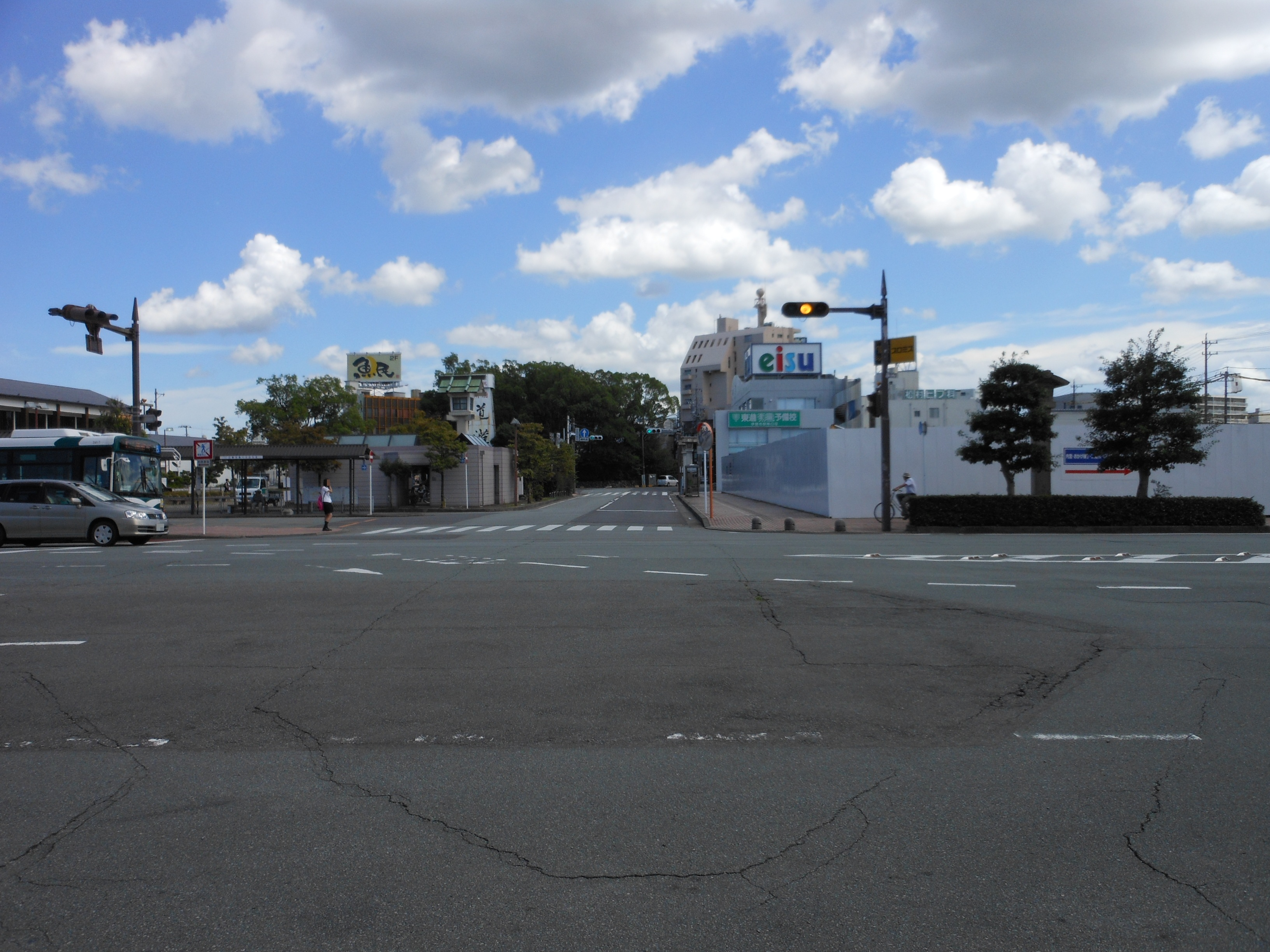
終点（伊勢市駅西交差点）

### 通過する自治体
- 三重県
  - 伊勢市

### 交差する道路
| 交差する道路              | 交差する場所 | 交差する場所            |
| ------------------------- | ------------ | ----------------------- |
| 三重県道576号宇治山田港線 | 一色町       | 起点                    |
| 国道23号                  | 小木町       | 小木町1交差点           |
| 外宮参道                  | 本町         | 伊勢市駅前交差点        |
| 三重県道37号鳥羽松阪線    | 本町         | 伊勢市駅西交差点 / 終点 |

### 交差する鉄道
- 近鉄山田線
- 参宮線（吹上踏切）

本路線の終点付近にあるJR東海参宮線の踏切である。踏切の南側には信号機や横断歩道の整備されていない交差点があり、たびたび危険性が指摘されている。しかし、現在も有効な対策はなされていない。

### 沿線
| - 宇治山田港 - 伊勢市立神社小学校 - 御食神社 - 伊勢市立港中学校 - シンフォニア テクノロジー伊勢製作所 - イオンタウン伊勢ララパーク | - 船江上社・河原淵神社 - 伊勢市立有緝小学校 - 伊勢赤十字病院 - ミタス伊勢 - 伊勢河崎商人館 - 英心高等学校 - JR東海参宮線・近鉄山田線 伊勢市駅 |